# Тольятти 24
«ТОЛЬЯТТИ24» (ВАЗ ТВ) — городская телерадиокомпания Тольятти, с предоставлением услуг эфирного и кабельного телевидения, радио и интернета, созданная по решению руководства Волжского автомобильного завода в 1990 году.

## История
10 апреля 1990 года Приказом № 212 генерального директора «Волжского автомобильного завода» Владимиром Каданниковым был создан центр кабельного телевидения ВАЗа, студия которого располагалась на первом этаже райкома партии (ныне Администрация Автозаводского района) Новый проезд, 2. Директором была назначена Инна Викторовна Лауэр, главным редактором, впоследствии, стал Андрей Александрович Дьяконов.
Первоначально вещание имело вечерний режим, три раза в неделю на 12 и 14 городской квартал в Автозаводском районе, техническая аппаратная располагалась в нулёвке первого подъезда на улице Автостроителей, 82. Позднее переехала в здание молодёжного центра ВАЗа по адресу Улица Юбилейная, 25 в котором расположились телестудия, служба главного инженера и служба обслуживания абонентов.
Позже Центр кабельного телевидения ВАЗа, стал осуществлять эфирное вещание на дециметровой волне 26 канала и был переименован в Компанию телерадиовещания и печати АО АвтоВАЗ (КТиП-ВАЗа), которая поглотила в себя кабельные сети местных операторов «Партнёр ТВ» 2 квартал, «Паритет ТВ» 5-4 квартал, «Кварц ТВ» 7-8 квартал и молодёжный телеканал «МТК» 15-16 квартал, принадлежащий брату мэра С. Ф. Жилкина, который активно делал попытки создания городского телевидения, учредив «Муниципальное телевидение» и «Тольяттинское многоабонентное телевидение» (ТМТ).
В 1995 году была создана газета «Новости экрана» которая публиковала программы передач каналов транслируемых в своих кабельных сетях. Телекомпания имела монопольное право на публикацию своих передач в своей газете, которые не публиковалась в других печатных изданиях.
Став монополистом кабельного телевидения в Автозаводском районе Тольятти, в борьбе за рекламный рынок, по решению директора Инны Лауэр, ВАЗ ТВ закрыл доступ в свои кабельные сети для всех местных телекомпаний ИКС ТВ; ЛАДА ТВ; ТВТ которые не долгое время входили в «Ассоциацию телевидения Тольятти» созданную по инициативе ВАЗ ТВ, разрешая им через строгую цензуру демонстрировать собственные программы на телеканале ВАЗ ТВ без рекламы. Которые впоследствии прекратили своё существование. Также доступ к сетям ВАЗ ТВ был закрыт и для областного государственного канала ГТРК Самара, который был возобновлён с приходом губернатора В. В. Артякова.
В 2002 году сетевым партнёром ВАЗ ТВ был канал «ТВ-3». далее сетевыми партнёрами были в 2009 году канал «Звезда», в 2013 году телеканал «Домашний» и «СТС», с 2017 года телеканал «Че!».
Позднее используя заводской ресурс АвтоВАЗа, телекомпания расширилась получив новое здание бывшего детского сада на Бульваре Орджоникидзе, 5 в котором расположилась центральная часть офисы, абонентский отдел, сохранив инженерный центр на Юбилейной, 25. В 2000 году телекомпания получила радиовещательный комплекс и частоту 107.9 FM запустив собственную радиостанцию «Новый Век» которое в 2007 было трансформировано в радио «Голос Тольятти», сетевым партнёром которого стала Эхо Москвы. 1 февраля 2020 года сетевым партнёром стала радио «Милицейская волна».

## Авторские программы
В 90-х журналистом телекомпании ВАЗ ТВ была диктор программы Вести на телеканале Россия 1 (Оксана Куваева) и 2015 году диктор телеканала Страна FM Валерия Майорова.

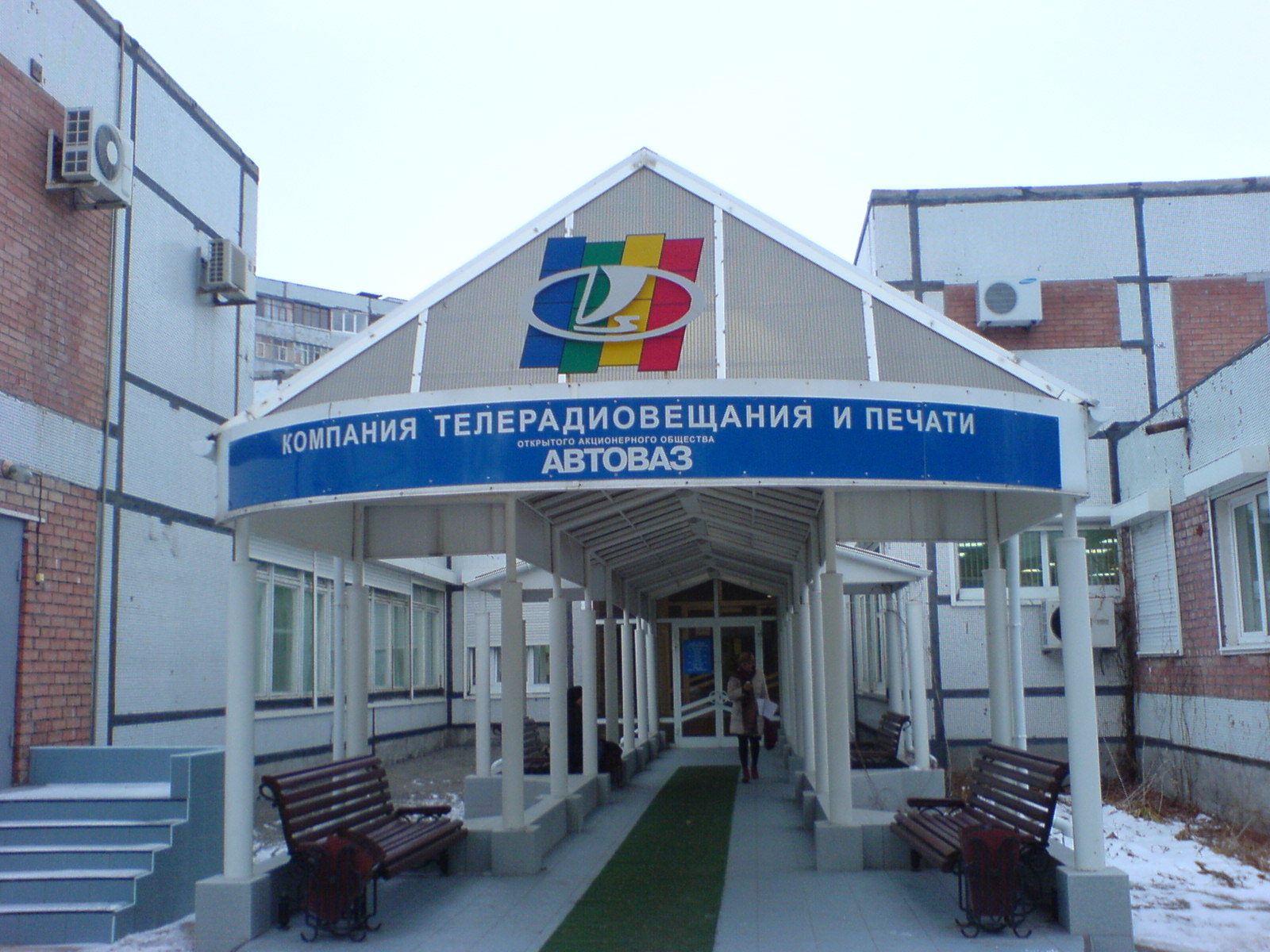
Центральный вход в телерадиокомпанию «ВАЗ-ТВ» на бульваре Орджоникидзе, 5

Под руководством главного редактора Андрея Дьяконова в телекомпании ВАЗ ТВ выходили программы: «Ландшафтный клуб», программа Юлии Банновой «Действующие лица», «Парламентская среда», «Час Мэра», программа Юлии Тумановой «Крупным планом», Вечерний телеканал «Соседи» (ведущая Юлия Баннова, Наталья Лаженцева, Антонина Шамрай); молодёжные программы Елены Коротаевой-(Агарвал) «Заводной апельсин» и «Орёл и решко», музыкальная программа по заявкам Натальи Корсаковой «Песня в подарок»; программа Евгения Тепикина и Василия Логинова «Красная книга»; программа о культуре Елены Кузнецовой «Концертино»; спортивная программа Максима Курочкина и Романа Попова «Спортландия»; программа главного редактора Андрея Дьяконова «Спрашивают акционеры» и программа о туризме «Чемоданное настроение»; программа Натальи Лажинцевой «Автоледи» и «Семейный альбом»; программа Натальи Казанджан «Книжная лавка» и «Переплёт», программа Елены Сафроновой «Легко сказать», программа Юлии Бачуриной «Главная дорога». С участием муниципального телевидения существовала программа Дмитрия Лещинского «Дети кулибина» и программа Антонины Шамрай «Колба времени». Компьютерную анимацию для телекомпании рисовал Олег Сумычев который пришел на ВАЗ ТВ из телестудии Арт клуба «Диво».
Также существовала утренняя программа «Подъём» которая проходила с 05 утра в прямом эфире, направленная для работников АвтоВАЗа собиравшихся на работу в первую смену. Ведущими утренней программы были Иван Мартынов, Василий Логинов, Наталья Маркина, Ирина Денисова, Елена Туманова, Наталья Лажинцева. Также существовала программа «Суть Дела» это телемост Тольятти—Самара организованный совместно с ТРК Губерния которую вели Василий Логинов и Юлия Баннова.
В 1995 году в свет вышла детская авторская программа Ольги Изотовой, Елены Арндт и Павла Павлова «Лаврушка» с участием мультипликационного персонажа. В составе программы в 2003—2004 годах существовал образовательный детский проект «Автоазбука», в рамках которого совместно с департаментом образования, ГИБДД и ФИА-банком было выпущено 2 тиража детской азбуки по обучению правил дорожного движения, по 5000 тысяч каждая. Программа получила многочисленные награды в номинации «Лучшая художественно-развлекательная программа». В 1999 году впервые вышла авторская программа Павла Павлова и Василия Логинова «Рыбацкие байки».
В 1996 году авторская программа о происшествиях Василия Логинова «Позывной 702» была трансформирована в «Патруль Тольятти» которую первоначально по заказу ВАЗ ТВ производила местная студия «Прайм Медиа» с участием Светланы Антоновой, Виты Прудниковой, Елены Богдановой, Натальи Куличенко. На ВАЗ ТВ выходила программа об автомобилях местной телекомпании «Автодром» под названием «Вираж» с участием Максима Козлова, Юлии Бачуриной, Ирины Корниловой.
В 2000 году на ИКС ТВ вышла на свет авторская спортивная программа Валерия Малькова «Фан Клуб», которая вместе с программой Марины Шикиной о здоровье «Bona Vita» перешли на ВАЗ ТВ.
Информационная программа «Спектр» дикторами которой были Наталья Лаженцева, Наталья Маркина, Владимир Проскурин. — название программы было взято за основу дециметровой антенны «Спектр». Позднее информационная программа была трансформирована в «Новости Тольятти» с новыми ведущими Яной Левиной, Татевик Бабаян, Денисом Каплей, Иваном Шумилиным, Юрием Соколовым.
В 2006 году вышла информационно-развлекательная программа «Тольятти в деталях» которая первоначально производилась студией «Прайм медиа» по заказу ВАЗ ТВ, выходившая в сетке СТС с участием множества телеведущих Валерии Майоровой-(Курышовой), Маргариты Данишевской, Натальи Лопатиной, Дениса Капли, Антона Шибанова, Владимира Засыпкина, Янины Павловой, Юлией Кокоревой, Анжелы Маныловой, Елены Евстегнеевой, Марии Разумовской и Екатерины Селицкой. В рамках программы проходил конкурс «народный ведущий» победителем которого стала Елена Евстегнеева, второе место заняла Полина Осколкова которая до переезда в Москву вела программу. В 2015 году программу покинула Валерия Майорова-(Курышова) которая уехала работать на канал «Страна FM» в Москве.
В 2008 году с ЛАДА ТВ на ВАЗ ТВ пришла программа о моде и стиле Екатерины Селицкой и Марии Разумовской «Арт Хаус», основателем которой являлся Сергей Красовский.
В 2020 году 10 апреля телекомпании исполнилось 30 лет. В свой юбилей телекомпания представила телепроект программы Елены Сафроновой «Раритет» и «Улицы Победы», программу Елены Тумановой и Янины Павловой «История Лады», программу Ольги Вавилиной «АРТ-Гримерка», документальный фильм Марины Шикиной «Первая».
Также были запущены автомобильные программы «Лада Драйв» Станислава Березия и Янины Павловой, видео журнал «Ладная Механика» и «В самом деле», программа Натальи Корсаковой «Тольятти Культурный», «Кому за 30», программа Поволжского православного института «Духовные ценности», программа об улицах города Маргариты Данишевской «Мой Тольятти», программа-телегид Анны Быстряковой и Христины Шепель «Телеспутник», программа Елены Кузнецовой «Страницы истории АВТОВАЗа», «Счастливое время» и торгово-промышленной палаты «Умный город», спортивная программа Ивана Шумилина «Планета гандбола», программа Юлии Шевцовой «Азбука здоровья» и «Интервью», подростковая программа Дмитрия Котельникова «Включайся», программа Ирины Денисовой и Яны Левиной «Обозреватель» и «Человек недели», прокурорская программа Василия Логинова «Буква Закона».
Телекомпания победила на Всероссийском телевизионном конкурсе «Федерация», получила Национальную премию «Страна» и «Золотой луч-2019»

## Трансформация и смена названия
В июне 2013 года Компания телерадиовещания и печати АО «АвтоВАЗ» была выведена в самостоятельное юридическое лицо ООО «ЛАДА МЕДИА» в который вошла и газета Волжский автостроитель
В декабре 2015 года в виду вступившей в силу статьи 19.1 Федерального закона № 2124-1 «О средствах массовой информации» которая запретила юридическим лицам с иностранным участием иметь контролирующую долю в СМИ. АВТОВАЗ, принадлежащий альянсу Renault Nissan продал 80 % акций государственному телеканалу ТРК Губерния, сохранив свою долю на телеканале в 20 %.
В феврале 2016 года телекомпанию возглавила Ирина Денисова которая работала заместителем директора и вела аналитическую программу «Обозреватель». Которая на посту генерального директора провела яркий ребрендинг. Из серого заводского кабельного телевидения, превратила телекомпанию в яркое городское телевидение, с предоставлением услуг интернета, запустила круглосуточный канал «ТОЛЬЯТТИ24», учредила ежегодный фестиваль молодёжной журналистики и детско-юношеского телевизионного творчества «СВОЙ ВЗГЛЯД», восстановила выпуск городской газеты «Волжский автостроитель». Продолжив совмещать должность генерального директора и ведущей программ «Обозреватель» и «Человек Недели».
Новый яркий имидж телекомпании был воссоздан с телекомпании «Паритет» и ИКС ТВ которые ранее существовали в городе и в которых ранее работала Ирина Денисова.
1 февраля 2020 года телекомпания на своём радио «Голос Тольятти» сменила сетевого партнёра на радио «Милицейская волна». Прекратив радиовещание Эхо Москвы в городе.